# Philodromus problematicus
Philodromus problematicus là một loài nhện trong họ Philodromidae.
Loài này thuộc chi Philodromus. Philodromus problematicus được Embrik Strand miêu tả năm 1906.